# Damir Keretić
Damir Keretić, le 26 mars 1960 à Zagreb, est un ancien joueur de tennis allemand.

## Parcours en Grand Chelem
- Open d'Australie : huitième de finale en 1982.
- Internationaux de France : huitième de finale en 1986.